# Langenwolschendorf

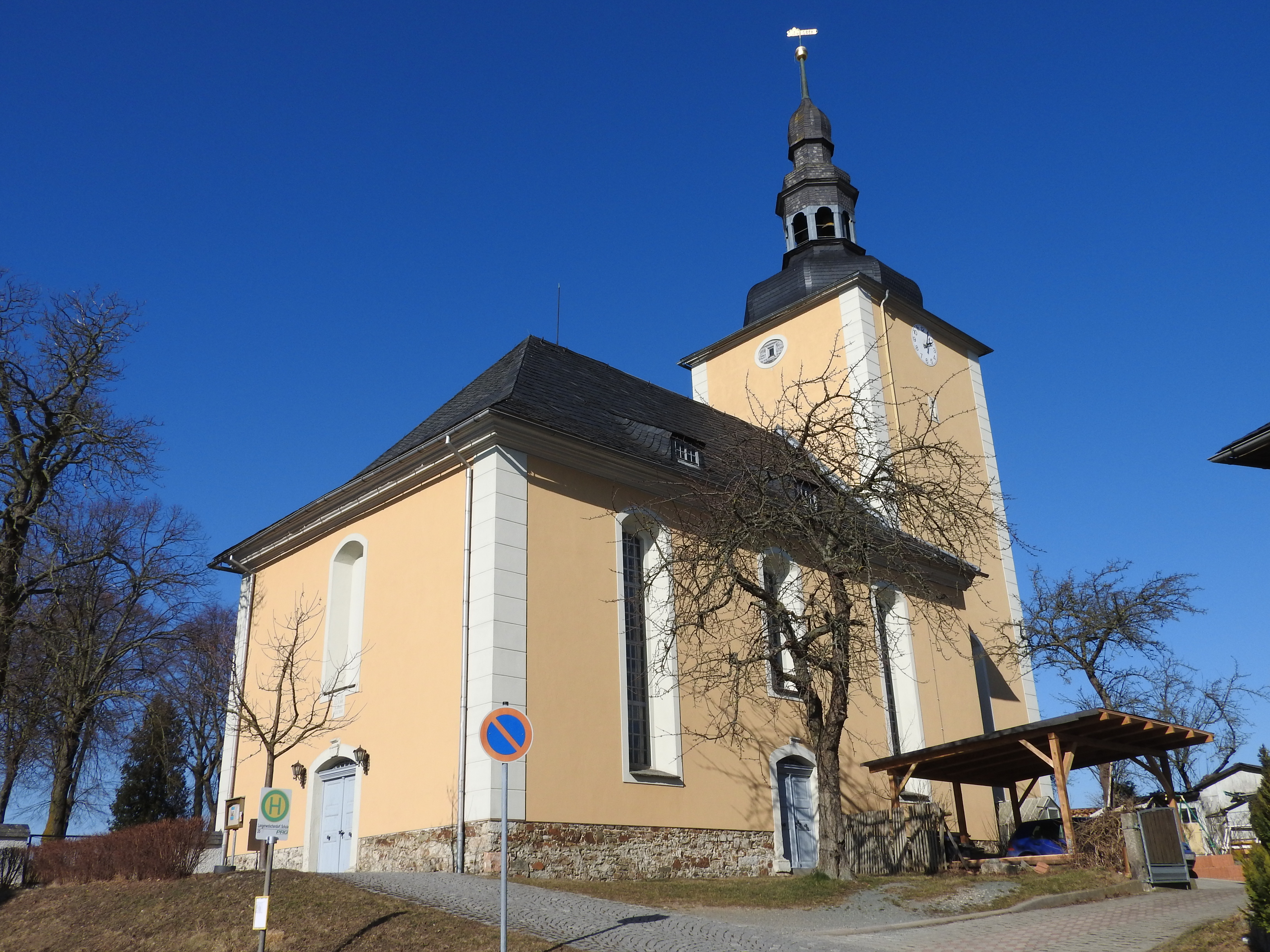
Dorfkirche

Langenwolschendorf ist eine Gemeinde im thüringischen Landkreis Greiz. Erfüllende Gemeinde ist die Stadt Zeulenroda-Triebes.

## Geographie
Langenwolschendorf liegt im Thüringer Schiefergebirge unweit der Talsperre Zeulenroda und erstreckt sich auf einer Länge von 3,5 km. Langenwolschendorf ist vollständig von der Stadt Zeulenroda-Triebes und ihren Ortsteilen umgeben.

## Geschichte
Der um 1300 gegründete und 1399 erstmals als Wolframstorf urkundlich erwähnte Ort war von 1919 bis 1925 Teil der Stadt Zeulenroda. Im Zweiten Weltkrieg starben über 100 Langenwolschendorfer, der Ort selbst blieb aber von Kampfhandlungen verschont. 1948 lebten im Dorf über 1.400 Menschen, darunter viele Umsiedler und Flüchtlinge.

### Einwohnerentwicklung
Entwicklung der Einwohnerzahl (31. Dezember):
| - 1994: 980 - 1995: 1.008 - 1996: 1.045 - 1997: 1.046 - 1998: 1.040 - 1999: 1.021 | - 2000: 1.013 - 2001: 1.015 - 2002: 977 - 2003: 963 - 2004: 939 - 2005: 913 | - 2006: 913 - 2007: 889 - 2008: 865 - 2009: 855 - 2010: 864 - 2011: 878 | - 2012: 878 - 2013: 864 - 2014: 863 - 2015: 865 - 2016: 855 - 2017: 865 | - 2018: 856 - 2019: 843 - 2020: 847 - 2021: 842 - 2022: 830 - 2023: 823 |

 Datenquelle: Thüringer Landesamt für Statistik

## Politik
Die Stadt Zeulenroda-Triebes hat seit 1997 für Langenwolschendorf die Funktion der erfüllenden Gemeinde. 1994 sprachen sich bei einem Votum 87,2 % der Bürger gegen die vorgesehene Eingemeindung nach Zeulenroda aus.
Bürgermeister Gisbert Voigt ist ehrenamtlich tätig und seit 2010 im Amt. Im Gemeinderat sitzen seit der Kommunalwahl 2014 fünf Vertreter der CDU und drei der Freien Wählergemeinschaft Langenwolschendorf.

## Kultur und Sehenswürdigkeiten
Jährlich feiert der Ort das Lindenfest, so benannt nach dem Wahrzeichen Langenwolschendorfs, einer jahrhundertealten Ortslinde, um die sich mehrere Sagen ranken. Dieser Baum stand mitten auf der Bundesstraße 94 und wurde 1985 durch eine Neupflanzung ersetzt. Im Ortskern befindet sich das denkmalgerecht restaurierte Kammergut. Dessen „Herrenhaus“ baute Fürst Heinrich 42. Reuß jüngerer Linie um 1790 zu seiner Sommerresidenz aus. Gleichzeitig ließ er auf dem Scheitelpunkt der „Schönen Höhe“ für sich einen Aussichtspavillon errichten, im Volksmund „Lusthaus“ genannt.  Dort schrieb er sein Buch „Ein Manuscript für gute Freunde“. Der Pavillon wurde 1945 zerstört. 2013 konnte ein Nachbildung eingeweiht werden.
Das Ortsbild wird dominiert vom Schulberg mit dem 1908 errichteten Jugendstil-Schulgebäude, der barocken Ortskirche aus dem Jahre 1721 und der alten Schule von 1830.
2009 wurde der Ort Landessieger Thüringen im Wettbewerb Unser Dorf hat Zukunft. Im Bundeswettbewerb 2010 wurden die Leistungen der Dorfgemeinschaft mit einer Bronzemedaille geehrt.
Jährlich publiziert die Gemeinde die Heimatschrift „Lindenblätter“ mit Berichten in Wort und Bild zur Ortsgeschichte.
Seit 2016 besteht ein Heimatverein. Dieser organisiert Dauerausstellungen im denkmalgeschützten Jugendstil-Schulgebäude von 1908. Neben original ausgestatteten Klassenzimmern verschiedener Epochen sind dort historische Bäckerei, Wäscherei, Krämerladen und Zahnarztpraxis zu besichtigen. Hervorzuheben ist das große Engagement in der Gemeinde hinsichtlich Natur und Umwelt, u. a. durch mehrere Artenschutzhäuser sowie neu angelegte Streuobstwiesen. Im September 2021 wurde auf der „Schönen Höhe“ ein Aussichtsturm eingeweiht, der Einheimischen und Touristen einen weiten Rundblick ermöglicht.

## Wirtschaft und Infrastruktur
Langenwolschendorf liegt an der Bundesstraße 94. Neben der ansässigen Landwirtschaft haben sich in einem mittelgroßen Gewerbegebiet mehrere Einzelhandelseinrichtungen, unter  anderem ein Baumarkt und ein Möbelhaus, sowie ein Elektronikhersteller angesiedelt.
Der nächste Bahnhof ist der Untere Bahnhof in Zeulenroda an der Bahnstrecke Werdau–Weida–Mehltheuer. Bis 1999 war der obere Bahnhof der Stadtbahn Zeulenroda die nächste Bahnstation.

## Wappen und Flagge
|  |  |

| | Blasonierung: „In Grün unter einem goldenen Spitzzinnenschildhaupt, darin ein schreitender rot bewehrter schwarzer Wolf, eine bewurzelte goldene Linde.“ |
| Wappenbegründung: Der Wolf ist ein redendes Element. Der alte Name des Dorfes war Langenwolffersdorf. Die Teilungslinie deutet darauf hin, dass das Dorf ein typisches Straßendorf ist. Der Lindenbaum symbolisiert die örtliche Linde, die mehrere hundert Jahre alt ist. Der Baum wurde ursprünglich 1650 gepflanzt. Die Tinkturen des Wolfs sind die der Fürsten von Reuß, die das Gebiet jahrhundertelang beherrschten. Die grüne Farbe symbolisiert den landwirtschaftlichen Charakter des Dorfes. Das Gemeindewappen und die schwarz-gelb-grün gestreifte, mit dem nach oben versetzten Wappen belegte Flagge wurden von Innenminister Thüringens am 11. September 1992 genehmigt. | |

## Sport
Erfolgreichster Sportverein ist die SG Langenwolschendorf mit ihrem Radball-Team. Langenwolschendorf verfügt mit dem Sportplatz auf der Schönen Höhe über eine Anlage mit einem Rasenplatz für den ansässigen Fußballverein Langenwolschendorfer Kickers e. V. Die 1. Mannschaft der Langenwolschendorfer Kickers spielt in der 1. Kreisklasse Kreis Ostthüringen.

## Persönlichkeiten
- Heinrich Lautenschläger (1843–1906), deutscher Gutsbesitzer und Politiker und Bürgermeister von Langenwolschendorf